# Perachóra
Perachóra (Perachora) är en ort i Grekland.   Den ligger i prefekturen Nomós Korinthías och regionen Peloponnesos, i den sydöstra delen av landet, 70 km väster om huvudstaden Aten. Perachóra ligger 288 meter över havet och antalet invånare är 1 141.
Terrängen runt Perachóra är varierad. Havet är nära Perachóra västerut. Runt Perachóra är det tätbefolkat, med 319 invånare per kvadratkilometer. Närmaste större samhälle är Loutráki, 6,3 km söder om Perachóra. 